# Franco-Seychellois
Les Franco-Seychellois sont des citoyens des Seychelles d'ascendance complète, partielle, ou majoritairement française. 
Les Français occupèrent l'île de Mahé dès 1756 qu'ils baptisèrent « Séchelles » en honneur à Jean Moreau de Séchelles, alors contrôleur général des finances de Louis XV. Les îles passèrent juridiquement sous le contrôle de la Couronne britannique en 1814, après les guerres napoléoniennes.
Durant cette période, les descendants des colons français venus dans ces îles apportent avec eux des esclaves d’origine africaine et malgache. Lorsque les Britanniques ont pris le contrôle de la colonie, les Français qui y vivaient ont obtenu la permission de rester là-bas, maintenant leur culture. Par ailleurs, la région des Mascareignes compte plusieurs territoires francophones : La Réunion, Madagascar, Maurice et Rodrigues, les Comores, Mayotte.
Au 31 décembre 2016, 581 Français sont inscrits sur les registres consulaires aux Seychelles.
En 2016, une association des entrepreneurs français aux Seychelles a été créée à l’initiative de plusieurs entrepreneurs français et encouragé par l'ambassadeur Lionel Majesté-Larrouy.

## Personnalité
- James Mancham, premier Président des Seychelles de 1976 à 1977.
- France-Albert René, deuxième président de 1977 à 2004
- James Alix Michel, troisième président  de 2004 à 2016
- Gérard Hoarau - leader d'opposition
- Jean-Paul Adam, ministre des affaires étrangères